# Ipomoea blepharophylla
Ipomoea blepharophylla är en vindeväxtart som beskrevs av Hallier f. och Adolf Engler. Ipomoea blepharophylla ingår i släktet praktvindor, och familjen vindeväxter. Inga underarter finns listade i Catalogue of Life.